# Johannes Uthoff
Johannes Uthoff (* 19. November 1930 in Düsseldorf; † 18. Juni 2018) war ein deutscher Geodät. Er war vom 1. August 1971 bis zum 31. Dezember 1982 Gründungsrektor der Fachhochschule Frankfurt am Main.

## Leben
Johannes Uthoff studierte Geodäsie an der Technischen Hochschule Braunschweig sowie an der Technischen Hochschule Hannover und trat in den Staatsdienst ein. Ab 1956 war er in der Niedersächsischen Katasterverwaltung tätig.
1963 wurde er Dozent für Vermessungswesen an der Staatsbauschule Frankfurt am Main, nach Umbenennung ab 1965 an der Staatlichen Ingenieurschule für Bau- und Vermessungswesen. 1971 wurde er vom Hessischen Kultusminister Ludwig von Friedeburg zum beauftragten Rektor für die Gründungsphase der neu zu errichtenden Fachhochschule Frankfurt am Main bestellt. 1972 erfolgte die Wahl Uthoffs zum ersten Rektor der Fachhochschule Frankfurt am Main. 1982 übergab er sein Amt an Rolf Kessler und war als Professor, Dekan (1985–1992) und Prodekan (1992–1994) am Fachbereich Vermessungswesen tätig. 1994 ging er in den Ruhestand.
Uthoff war einer der Gründer der „Rektorenkonferenz der Hessischen Fachhochschulen“ (heute: Hochschulen für Angewandte Wissenschaften Hessen (HAW Hessen)), einem Zusammenschluss von staatlichen hessischen Hochschulen.